# Stazione di Samassi-Serrenti
Stazione di Samassi-Serrenti vasútállomás Olaszországban, Szardínia régióban, Samassi településen.

## Vasútvonalak
Az állomást az alábbi vasútvonalak érintik:
- Cagliari–Golfo Aranci Marittima-vasútvonal

## Kapcsolódó állomások
A vasútállomáshoz az alábbi állomások vannak a legközelebb: 
- Stazione di Serramanna-Nuraminis
- Stazione di Sanluri Stato